# Castela macrophylla
Castela macrophylla är en bittervedsväxtart som beskrevs av Ignatz Urban. Castela macrophylla ingår i släktet Castela och familjen bittervedsväxter. Inga underarter finns listade i Catalogue of Life.